# Bălcescu (piesă de teatru)
Bălcescu este o piesă de teatru a autorului român Camil Petrescu.  Este o satiră brutală, incomprehensivă la adresa „burghezo-moșierimii”.

## Ecranizări
- Bălcescu (teatru TV, 1974)[2], regia Horea Popescu, cu Alexandru Repan, Amza Pellea, Octavian Cotescu.